# Куміновське
Кумі́новське (рос. Куминовское) — село у складі Слободо-Туринського району Свердловської області. Входить до складу Сладковського сільського поселення.
Населення — 255 осіб (2010, 379 у 2002).
Національний склад населення станом на 2002 рік: росіяни — 98 %.